# فرانك جيليه
فرانك جيليه (بالفرنسية: Franck Gellet)‏ (من مواليد 28 أبريل 1964 في أورليان) هو دبلوماسي فرنسي. شغل منصب سفير فرنسا في قطر من 2018 إلى 2021 وفي اليمن من 2011 إلى 2014.